# 海门镇 (汕头市)

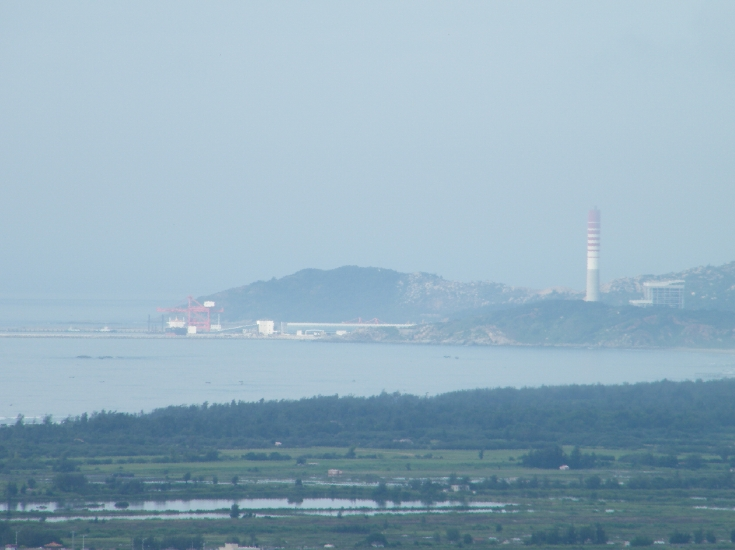
华能汕头海门电厂和海门港

海门镇是中国广东省汕头市潮阳区所辖的一个镇，位于潮阳区东南部沿海。是广东沿海著名的一个渔港，属于国家一级良港、广东省第三大渔港。总面积38.5平方公里（其中海域面积10.7平方公里），辖16个村（居）：新德居委会、莲新居委会、东门居委会、城南居委会、城关居委会、城北居委会、和睦居委会、西南门居委会、北新居委会、北门居委会、莲花峰居委会、海兴居委会、湖边村、竞海村、坑尾村、洪洞村。至2003年末人口11.5221万人。镇内的莲花峰景区是国家“AAA”级旅游景区、“汕头八景”之一，另外华能汕头海门电厂也位于该镇。